# Epicauta cicatrix
Epicauta cicatrix es una especie de coleóptero de la familia Meloidae.

## Descripción
Son de tamaño pequeño a mediano, con cuerpos alargados y suaves. Tienen una coloración variable que puede ir desde el negro brillante hasta tonos más oscuros o marrones.

## Distribución geográfica
Habita en Estados Unidos, particularmente en regiones con climas cálidos y secos aunque pueden  habitar una variedad de ecosistemas, desde praderas hasta áreas urbanas.